# Aggro Ansage Nr. 3
Aggro Ansage Nr. 3 è il terzo Sampler album dell´etichetta Aggro Berlin. Fu pubblicato nel 2003.

## Tracce
1. Intro
2. Chez Aggro Skit
3. Aggro Teil 3 - (Sido, Bushido, B-Tight & Fler)
4. Mein Block - (Sido)
5. Kugelsicher - (Bushido & Fler)
6. Live Skit 1
7. Bei Nacht "Remix" - (Bushido)
8. Live Skit 2
9. Weinachtssong - (Sido)
10. Call a neger Skit
11. Bums mich! - (B-Tight feat. Bendt)
12. Disziplin Skit
13. Oh Shit! - (Fler)
14. Früher - (B-Tight)
15. Wie ein Gee - (Bushido)
16. MOK Skit
17. Für die Sekte - (Die Sekte)
18. Live Outro